# 七星镇 (双鸭山市)
七星镇，是中华人民共和国黑龙江省双鸭山市宝山区下辖的一个乡镇级行政单位。

## 行政区划
七星镇下辖以下地区：
杨木岗村、华新村、宝山村、新村、上游村和前进村。